# Gabriel de Cussy
Gabriel de Cussy, né à Caen le 13 août 1739, mort à Paris le 25 brumaire an II (15 novembre 1793), est un homme politique de la Révolution française.

## Biographie
Gabriel de Cussy est directeur de la monnaie de Caen lorsqu'il est élu, le sixième et dernier, représentant du tiers-état pour bailliage de Caen aux États-généraux de 1789, où il vote en faveur du rattachement du Comtat Venaissin à la France.
En septembre 1792, de Cussy est élu député du Calvados, le onzième sur treize, à la Convention nationale. Au début de la session, il est élu suppléant au Comité des Assignats et Monnaies et membre du Comité des Finances. 
Il siège sur les bancs de la Gironde. Lors du procès de Louis XVI, il se prononce en faveur de l'appel au peuple et du sursis à l'exécution de la peine. Il vote la détention durant la guerre et le bannissement à la paix. Il vote en faveur de la mise en accusation de Marat et en faveur du rétablissement de la Commission des Douze.
S'étant enfui de Paris, il est arrêté à Bordeaux sous une fausse identité par les représentants en mission Tallien et Ysabeau, reconduit à la capitale et traduit devant le tribunal révolutionnaire. Le régime sous lequel il doit être jugé pose question : le décret du 28 juillet rendu par Barère le décrète d'accusation, tandis que celui du 3 octobre rendu par Amar le mêle aux députés hors-la-loi. Vadier, au nom du Comité de Sûreté générale, déclare que c'est le second décret qui doit s'appliquer. Il est exécuté le 25 brumaire (le 15 novembre 1793). 

## Sources
- « Gabriel de Cussy », dans Adolphe Robert et Gaston Cougny, Dictionnaire des parlementaires français, Edgar Bourloton, 1889-1891 [détail de l’édition]
- Henri Alexandre Wallon, Histoire du Tribunal révolutionnaire de Paris, t. 2, Paris, Hachette, 1880, p. 76-82.